# Przewoski

Przewoski

Przewoski (Przeworski, Przewóski, Rutendolf-Przewoski, Trzy Krze Ruty, błędnie Rütenberg-Przewoski) – kaszubski herb szlachecki, herb własny rodziny Przewoskich.

## Opis herbu
Herb występował przynajmniej w siedmiu wariantach. Opisy z wykorzystaniem zasad blazonowania, zaproponowanych przez Alfreda Znamierowskiego:
Przewoski I (Przeworski, Przewóski, Rutendolf-Przewoski, błędnie Rütenberg-Przewoski): W polu błękitnym trzy krzaczki ruty zielone. Klejnot: nad hełmem bez korony samo godło. Labry błękitne, podbite srebrem.
Przewoski Ia (Przeworski): W klejnocie pojedynczy krzaczek.
Przewoski Ib (Przeworski, Rutendolf-Przewoski): Krzaczki mają postać naturalną (z widocznymi pojedynczymi gałązkami i liśćmi), w godle stoją na murawie. Klejnot wychodzi z korony.
Przewoski Ic: Sama tarcza, barwy nieznane, w godle trzy gałązki ruty, każda z pięcioma listkami.
Przewoski Id: W polu błękitnym trzy krzaczki ruty zielone na długich łodyżkach, w wachlarz, na pagórku zielonym. Klejnot: nad hełmem w koronie trzy krzaczki w wachlarz jak w godle. Labry czerwone, podbite srebrem.
Przewoski II (Przeworski, Przewóski, Rutendolf-Przewoski, błędnie Rütenberg-Przewoski): W miejsce krzaczków trzy pęki rózg zielonych.
Przewoski IIa (Przeworski, Rutendolf-Przewoski): W miejsce krzaczków trzy pęki rózg złotych.
Przewoski III: Sama tarcza z koroną szlachecką. W godle miecz pomiędzy dwoma półksiężycami w pas, barkami do siebie, w klejnocie trzy gałązki ruty pięciolistne. Barwy nieznane.

## Najwcześniejsze wzmianki
Herb w wariancie podstawowym wymieniają Kasper Niesiecki, Juliusz Karol Ostrowski (Księga herbowa rodów polskich), Teodor Chrząński (Tablice odmian herbowych) i Żernicki (Der polnische Adel) oraz Nowy Siebmacher. Wariant Ia przytaczają Niesiecki, Chrząński i Jan Karol Dachnowski(Herby szlachty Prus Królewskich). Wariant Ib znany jest Dachnowskiemu. Wariant Ic to najstarsza wersja herbu, z pieczęci z lat 1597 Wawrzyńca i Jana Przewoskich oraz z 1647 Jana Przewoskiego. Wersja Id pochodzi z jednego z rękopisów herbarza Dachnowskiego z ok. 1714 roku. Wariant II występuje przeważnie w herbarzach niemieckich, choć zna go także Ostrowski. Oprócz niego, herb przytaczają: Ledebur (Adelslexikon der preussichen Monarchie von...), Nowy Siebmacher i Winckler (Die nationalitaten Pomerellens). Wariant IIa znany jest Siebmacherowi i Ostrowskiemu. Wariant III pochodzi z pieczęci z lat 1724-28 Jana Kazimierza Przewoskiego. Jest on kompilacją herbów Przewoskich (klejnot) i spowinowaconych Dulskich (Przeginia).

## Herbowni
Przewoski (Przehorski, Przeorski, Przeworski, Przewóski, Przyworski, Przywoski, błędnie Przewuski) także z przydomkami Pruszak i Rutendolf (Ruthendorf, Ruttendorf, Rutenberg).